# California (stolica tytularna)
California (łac. Diœcesis Californiensis) – stolica historycznej diecezji w Stanach Zjednoczonych. Erygowana w 1840 jako diecezja Obu Kalifornii, jej pierwszym biskupem był franciszkanin Francisco Garcia Diego y Moreno. Zlikwidowana w 1849. W 1996 decyzją papieża Jana Pawła II diecezja została reaktywowana jako biskupstwo tytularne.

## Biskupi tytularni
| Lp. | Biskup              | Od              | Do               |
| --- | ------------------- | --------------- | ---------------- |
| 1   | John James Ward     | 15 czerwca 1996 | 10 stycznia 2011 |
| 2   | William Waltersheid | 25 lutego 2011  |                  |